# من
در زبان فارسی، من ضمیر شخصی منفصل برای اول شخص مفرد (متکلم وحده) است. در واقع اصل این کلمه باید در زبان فارسی امروز 'اَز یا اَژ می‌شد، اما به دلایل تاریخی/زبانشناختی این کلمه تبدیل به من شده است.
این بداعت از زبان پارتی (یا پهلوی اشکانی) آغاز شد و به زبان فارسی میانه (یا پهلوی ساسانی یا به صورت کوتاه: پهلوی) ارث رسید، چرا که فارسی میانه (حدود ۲۰۰م. تا ۷۰۰م) جایگزین پارتی (۲۰۰پ. م تا ۳۰۰م) به عنوان زبان رسمی شد و بسیاری از واژگان و کارکردهای دستوری آن را به ارث برد. در واقع برای ضمیر مفرد «من» در زبان پهلوی دو کلمهٔ an/az و man وجود داشته است. ضمیر اول شخص مفرد an/az تنها وقتی به کار می‌رفته که این ضمیر در جمله از نظر دستوری در حالت فاعلی یا صریح قرار می‌گرفته و در پهلوی متاخر استعمال آن نادر است و به جای آن از ضمیر man استفاده می‌شود، و هرگاه ضمیر نقش غیر صریح (مفعولی، اضافه و غیره) داشته باشد، ضمیر man «من» به کار می‌رفته. این هم از میراث زبان پارتی به پهلوی (یا همان فارسی میانه) است که استفاده از ضمایر غیرفاعلی را به جای استفاده از ضمایر فاعلی رواج داد.
درواقع ضمیر «من» تا پیش از آن، یعنی در حالت باستانی و آغازین میانهٔ خود به معنای «به من / مرا» بوده است (یعنی در حالت اضافی – مفعولی له قرار داشته است و غیر فاعلی بوده). زبان فارسی باستان manā، زبان اوستایی mana، زبان سنسکریت máma و زبان هندواروپایی -me-، *eme*. (همچون: me زبان انگلیسی، moi زبان فرانسوی، mir زبان آلمانی و me زبان لاتین).
ضمیر قدیمی و فاعلی «اَز» (همچون ez در گویش کرمانجی زبان کردی، az در زبان الویری-ویدری، az در زبان تالشی)، در پهلوی az/an، پارتی az، فارسی باستان adam، اوستایی azə̅m، سنسکریت ahám و هندواروپایی -eg*. (همچون: I انگلیسی، Je فرانسوی، Ich آلمانی و Ego لاتین).

## کاربردهای ضمیر من
من برای اشاره در حالت‌های فاعلی، مفعولی و اضافی به کار می‌رود:
- من در حالت فاعلی: من رفتم.
- من در حالت مفعولی (غالباً به جای مرا، و مرا): دانی چه گفت مرا آن بلبل سحری / تو خود چه آدمی‌ای کز عشق بی‌خبری؟ (از غزلیات سعدی)
- من در حالت اضافی: کتاب من.

ضمیر ها فعل فاعل است هستند
سلام من پارسا هستم 
و
```
رفیق دارم اسمش کور ممده
```

## ضمیر «من» در گویش‌های ایرانی
- پهلوی: مِن (man)؛
- پارسی باستان: منا (manâ)؛
- اوستا: منه (mana)؛
- کردی: من (min)؛
- خوانساری: مُن (mon)؛
- تاتی: اَ (a)